# Hélio Justino
Hélio Lisboa Justino, conhecido como Helinho (Aracaju, 23 de julho de 1972) é um handebolista brasileiro, que atua na ponta esquerda.
Atualmente trabalha na comissão técnica da equipe de handebol da Metodista, em São Bernardo do Campo.

## Trajetória desportiva
Começou a jogar handebol em 1982, aos 10 anos, na escolinha do Serviço Social da Indústria (SESI). Foi levado pelos irmãos, que já praticavam o esporte. Na época, ele também fazia atletismo e jogava basquete e vôlei.
Aos 12 anos foi convocado para a seleção sergipana, para disputar os Jogos Escolares Brasileiros. Em 1991 foi convidado a jogar pela equipe de Cascavel (PR) e convocado para a seleção brasileira júnior. Em 1994 foi para a equipe da Metodista.
Helinho participou de três mundiais: 1995, 1999 e 2003.
Em 2003 sagrou-se campeão pan-americano nos Jogos de Santo Domingo e, no ano seguinte, foi aos Jogos Olímpicos de Atenas, onde a seleção obteve a décima colocação.
Em 2006 transferiu-se para a equipe de São Caetano do Sul e, em 2007, conquistou a medalha de ouro nos Jogos Pan-Americanos do Rio de Janeiro.
Foi aos Jogos Olímpicos de 2008 em Pequim, onde o Brasil obteve a décima primeira colocação. Após a Olimpíada, encerrou a carreira de atleta.
Em 2006 deu inicio a sua trajetória como treinador de Handebol nas equipes de base da Metodista. Assumindo a equipe Adulta junto com Jose Ronaldo, foi Campeão Panamericano, participou do mundial de clubes foi Campeão Paulista, Campeão dos Jogos  Regionais, Jogos Abertos do interior , Copa do Brasil.
```
Em  2009 integrou a Seleção Juvenil como segundo treinador, no ano de 2010 participou das Olimpíadas da Juventude  em Singapura como  2 treinador.
em 2011 praticou do Mundial Juvenil na Argentina e no ano de 2013 foi convidado por Jordi Ribera a ser seu auxiliar no mundial Junior da Bosnia, onde o Brasil conquistou o sexto posto melhor resultado de equipe de base de handebol. 
```

Em 2014 assumiu a equipe Junior do Brasil como Primeiro Treinador. 
Em 2015 comandou a equipe no mundial do Brasil.
E esta comandado a equipe que vai participar do mundial da Argélia em Julho de 2017.